# Alexander Friedrich von Woldeck

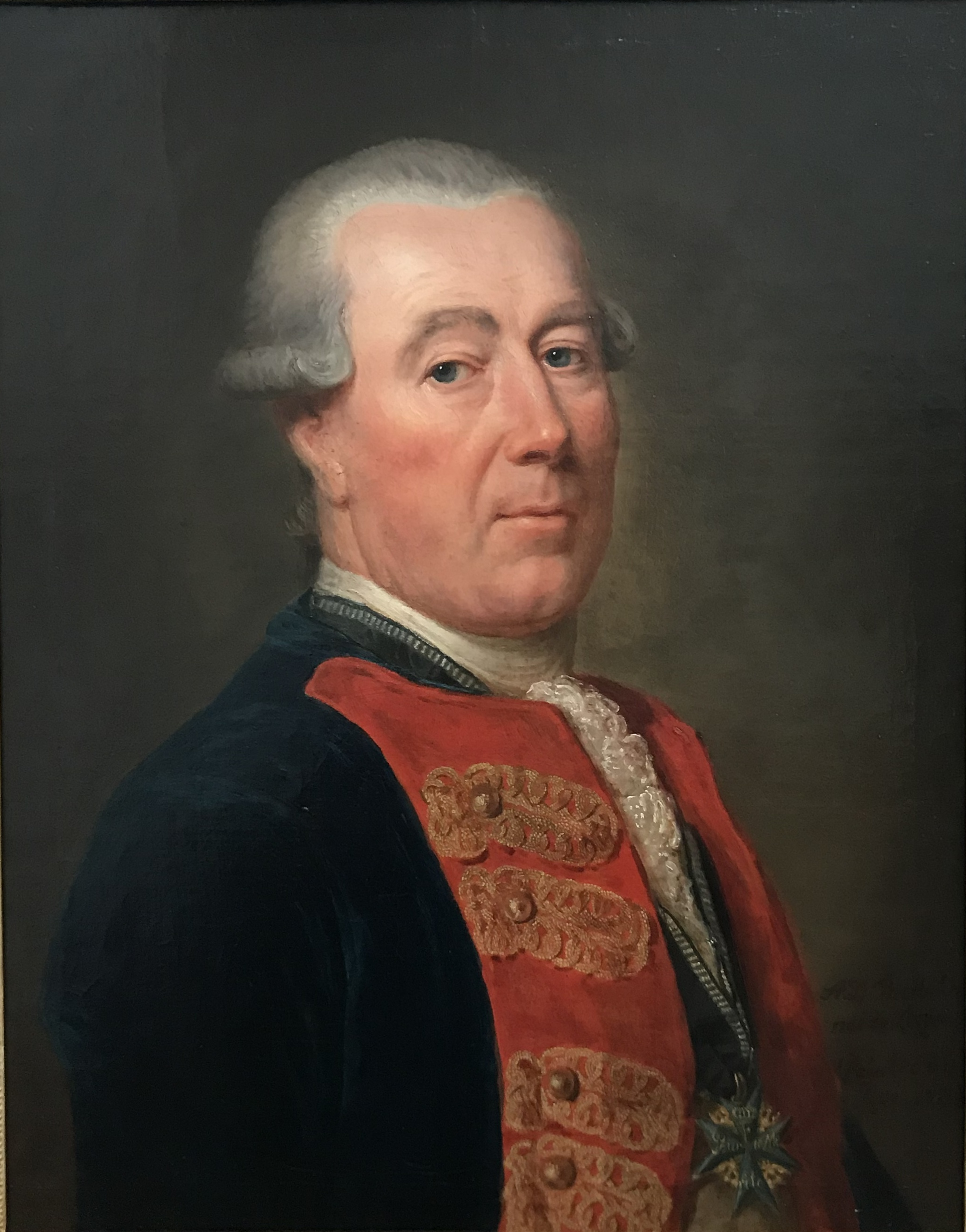
Alexander Friedrich von Woldeck, 1781

Alexander Friedrich von Woldeck (* Februar 1720 in Vehlow; † 5. Oktober 1795 in Wesel) war ein preußischer Generalleutnant, Chef des nach ihm benannten „Füsilier-Regiments Woldeck“ und Ritter des Pour le Mérite sowie Gouverneur von Wesel.

## Leben

### Herkunft
Alexander Fridrich stammte aus dem altmärkischen Uradelsgeschlechts von Woldeck und war der Sohn von Christoph von Woldeck (1667–1735) und dessen Ehefrau Hedwig von Weltzien (1663–1725). Sein Bruder Hans Christoph schlug eine Militärlaufbahn ein und avancierte ebenfalls bis zum Generalleutnant.

### Militärkarriere
Woldeck war ab 7. Mai 1734 preußischer Kadett in Berlin und wurde Mitte Dezember 1738 als Gefreiterkorporal dem Regiment „Kalckstein zu Fuß“ unterstellt. Dort stieg er bis zum Premierleutnant auf. Mit Beginn des Siebenjährigen Krieges 1756 wurde er Kapitän, im Jahr 1762 Major und Kommandeur eines Grenadierbataillons, das sich aus Grenadierkompanien der Regimenter „Markgraf Karl“ und „Ramin“ zusammensetzte. Hier zeichnete er sich bei verschiedenen Gelegenheiten aus. Zuvor wurde in den Schlachten bei Breslau und Kunersdorf verwundet, ebenso bei Freiberg. Am 8. Januar 1774 erhielt er durch König Friedrich II. den Pour le Mérite. 1772 wurde er Oberstleutnant und bereit am 1. Juni 1773 Oberst. Im Jahr 1782 wurde er Chef des erledigten „Füsilier-Regiments Lossow“ in Minden, das nach ihm „Woldeck“ benannt wurde, ab 1786 hieß es „Jung-Woldeck“. Am 23. Mai 1782 erhielt er den Rang eines Generalmajors, am 20. Mai 1789 wurde er Generalleutnant. 1792 gab er sein Regiment ab und wurde mit einem Gehalt von 2000 Talern Gouverneur von Wesel. Außerdem verlieh ihm der König den Großen Roten Adlerorden. Zudem war Woldeck seit 8. April 1794 Drost zu Rheinsberg.

### Familie
Woldeck hatte am 25. November 1780 in Berlin Luise Ernestine von Weltzien (* 12. September 1763; † 28. Oktober 1834) geheiratet. Aus der Ehe gingen drei Kinder hervor:
- Sophie Margarethe Charlotte (* 3. September 1781 in Berlin; † 1863) ⚭ 1812 Johann Heinrich von Minutoli, preußischer Generalleutnant (* 12. Mai 1772; † 16. September 1846)
- Philippine Amalie Wilhelmine Ernestine (* 13. Juli 1783 in Minden)
- Johanna Franziska Karoline Antoinette Alexandrine (* 10. Juli 1786 in Minden)

Er war mit seiner Frau zerstritten, aber ihr Geld nahm er wohl und sanierte das Gut Gnewikow damit. Aber 1791 verbot er ihr es zu betreten. Die Witwe heiratet nach dem Tod ihres Mannes erneut. Ihr zweiter Mann wurde 1801 Hans Friedrich von Weltzien (* 7. November 1768; † 6. Februar 1813) aus dem Haus Sammit.